# Международные отношения с 1648 по 1814 год
Международные отношения с 1648 по 1814 год — основные взаимодействия стран Европы, а также стран других континентов от Вестфальского мира до Венского конгресса.

## Исторические события
Баланс сил
В этот период концепция баланса сил — фундаментальный принцип международных отношений. Крупные державы стремились предотвратить доминирование какого-либо отдельного государства или коалиции.
Дипломатическая история
Для этого периода дипломатической истории характерно установление официальной дипломатической практики.
Крупные международные соглашения, такие как Вестфальский  (1648) и Утрехтский мир (1713), пересмотрели территориальные границы, признали суверенитет государств и сформировали нормы и практику дипломатии.
Колониализм и империализм
В этот период европейские державы проводили обширную колониальную экспансию, что приводило к имперскому соперничеству в виде конкуренции за ресурсы, торговые пути и территории, и конфликтам между державами (Семилетняя война 1756-1763).
Не прекращались войны за престолонаследие и территорию (Война за испанское наследство 1701—1714, Наполеоновские войны 1799—1815).
Рост военно-морской мощи Великобритании и Франции
Рост военно-морской мощи Великобритании и Франции стал решающим фактором международного влияния. Британский Королевский флот позволил контролировать торговые пути и осуществлять территориальную экспансию заморских колоний.
Экономические интересы
Расширялись экономические и коммерческие европейские интересы (расширение торговли, меркантилистская политика и развитие глобальных рынков). Одновременно европейские государства стремились защитить свои экономические интересы.
Революции
Революции этого периода (Эпоха Просвещения): Американская революция (1775—1783), Французская революция (1789—1799) бросили вызов традиционным монархиям и аристократическим привилегиями, вдохновляли другие революционные движения.

## Дипломатия и война
В XVII веке в Европе крупные войны велись каждый год, за исключением 1610 года, периодов 1669—1671  и 1680—1682 годов.. Войны были необычайно жестокими. Историк Фредерик Нуссбаум пишет о том, что это был период явной неразумности, безнравственности и легкомыслия в международных отношениях, отмеченный войнами со смутными целями, характеризующимися предельной жестокостью и проводившимися путем безрассудного предательства союзников.
Тридцатилетняя война (1618—1648),  мощными движущими силами которой были религия и идеология, оказала крайне негативное влияние на гражданское население Германии и прилегающих территорий, повлекла за собой массовые человеческие жертвы и разрушение экономики и общества.
Учёные-реалисты определили значение Вестфальского мира (1648) так:
- положил конец Тридцатилетней войне
- ознаменовал новую международную систему суверенных государств примерно равной силы, цель которой основывалась не на идеологии или религии, а на повышении статуса и территориальных завоеваниях.
- Католическая церковь больше не направляла свою энергию на задачу возвращения епархий, утраченных протестантизмом. Вместо этого она сосредоточилась на создание крупномасштабных миссий в заморских колониальных владениях, для чего использовала иезуитов[4].

Согласно Скотту Хэмишу теперь внешняя политика полностью определялась «реальной политикой», возникшей в результате борьбы за ресурсы и поиска «баланса сил».
Дипломатия, как шанс избежать войн, до 1700 года не была развита. В Англии король Карл II во время Второй англо-голландской войны не имел дипломатов в Дании или Швеции. Его невежество в дипломатии привело к серии ошибок, которые свели на нет все усилия по поиску союзников.
Франция установила стандарты новой профессиональной дипломатии, французский язык стал дипломатическим языком, заменив латынь. Экспертиза высоко ценилась, хотя на самом высшем уровне немаловажную роль играли аристократический статус и семейные связи. Новая бюрократия бережно хранила свои документы и центральные архивы, содержала профессиональный офисный персонал. Король Франции Людовик XIV усердно работал над развитием дипломатической службы с постоянными послами и министрами в крупных и второстепенных столицах. Дипломатия стала карьерой, привлекательной для богатых высокопоставленных аристократов. К началу XVIII века европейские дипломаты создали сложную систему этикета и церемоний, служивших для определения относительной силы и важности различных участвующих стран.
К 1700 году британцы и голландцы, имея небольшие сухопутные армии, большие флоты и большие казначейства, использовали дипломатию для создания союзов, субсидируя, по мере необходимости, сухопутные силы для борьбы на их стороне или, как в случае с гессенцами, нанимая полки солдат наёмных князей в малых странах. Баланс сил был тонко рассчитан, заключение таких мирных договоров, как Утрехтский (1713) , Венский (1738), Второй Ахенский (1748) и Парижский (1763) проходило в веселой, циничной, игровой атмосфере, в которой профессиональные дипломаты, как фишками казино, манипулировали территориями.

## Вторая Столетняя война: Франция как оплот войны
В 1648 году Франция, которой, в значительной степени, удалось избежать опустошения Тридцатилетней войны, была ведущей европейской державой (большое население, богатство, центральное расположение в Европе, сильная профессиональная армия) и первой начинала большинство войн. Слабостью Франции была неэффективная финансовая система, с трудом оплачивающая военные авантюры. Кроме того большинство других держав формировали против неё союзы и коалиции.
Во время очень долгого правления короля Людовика XIV Франция вела три крупные войны:
- Голландскую
- Девятилетнюю
- Войну за испанское наследство

Кроме того состоялись и два небольших военных конфликта: Деволюционная и Франко-испанская война. Людовик XIV, движимый «смесью коммерции, мести и обиды», считал, что война — идеальный способ укрепить его славу, а мирное время нужно для подготовки к следующей войне. Он учил своих дипломатов, что их работа — создавать тактические и стратегические преимущества для французской армии.
К 1695 году Франция потеряла контроль над морями из-за объединения Англии и Голландии. Большинство стран, как протестантских, так и католических, были в союзе против Франции. В 1689 году ведущий военный французский стратег Себастьян Вобан предупредил короля, что враждебный «Альянс» слишком силён на море, а врагами Франции является:
- Германия и все государства, которые она объединяет
- Испания со всеми её колониями в Европе, Азии, Африке и Америке
- герцог Савойский [в Италии]
- Англия, Шотландия, Ирландия и все их колонии в Ост- и Вест-Индии
- Голландия со всеми её владениями в четырёх концах света.

Необъявленными врагами, но косвенно враждебными Франции были: Дания, Швеция, Польша, Португалия, Венеция, Генуя, часть Швейцарской Конфедерации.  Все эти государства тайно помогали врагам Франции нанимаемыми ими войсками, деньгами в виде кредитов, защитой и прикрытием вражеской торговли.
Немногочисленны были так называемые друзья и союзники Франции, которых можно было охарактеризовать, как тёплых, бесполезных или бессильных:
- равнодушный Папа
- король Англии [Джеймс II], изгнанный из своей страны
- великий герцог Тосканы
- герцоги Мантуи, Модены и Пармы (Италия)
- часть швейцарцев.

Англичане и голландцы являлись основными столпами анти-французского Альянса. Поэтому предлагалось каперство, как простой, дешёвый и безопасный метод ведения войны.

## Европа: 1648—1721
Европейская политическая сцена изменилась в конце XVII века. Война по-прежнему оказывала более сильное влияние, чем демография, экономика или дипломатия. Поначалу преобладала Франция с самым большим населением, хорошо развитой экономикой и хорошим военно-морским флотом. Но она потеряла часть своего превосходства поэтапно в серии крупных войн: Девятилетней войны, Войны за испанское наследство, турецких войн 1683-1699 и 1714-1718 годов, а также Великой Северной войны.
Европа была в значительной степени региональной: войны велись на Западе, Севере или Юго-Востоке. К 1700 году существовало четыре крупных государства: Англия, Франция, Россия и Габсбургская монархия (также называемая Австрией или Священной Римской империей). Пруссия возникла прежде всего благодаря своему агрессивному руководству и достижениям в военном искусстве. Испания, Португалия, Нидерланды, Польша, Венеция, Швеция и Османская империя теряли свою мощь после поражений в серии войн. В 1659 году Пиренейский мир ознаменовал подчинение Испании Франции. Англия, хотя и была охвачена гражданской войной вследствие английской революции, сумела набрать силу на международном уровне, и Королевский флот безраздельно властвовал в океанах после серии войн с Нидерландами. Будучи островным государством, защищенным от вторжения, Англия сохраняла свою армию небольшой, но инвестировала в субсидии для поддержки союзных армий меньших стран. Англия вступала в войны за слабую сторону, чтобы поддерживать баланс сил и уменьшить превосходство Франции.

### Шпионаж
В XVIII веке наблюдался резкий рост шпионской деятельности. Все министерства иностранных дел выросли в размерах из-за роста национальных бюджетов, появилось место для разведывательных департаментов со штатным персоналом, а также для хорошо оплачиваемых шпионов и агентов. Сами военные стали более бюрократизированными и направили военных атташе во все страны. Франция, при короле Людовике XIV была самой большой, богатой и могущественной страной, у которой было много врагов и мало друзей, и всех их старалось отслеживать с помощью хорошо организованной разведывательной системы. Франция и Англия стали пионерами Чёрного кабинета, иностранная корреспонденция открывалась и расшифровывалась, и только потом пересылалась получателю. Главные министры Франции, особенно кардинал Мазарини, объединили лучший опыт других государств.

### Население и численность армии
| Основные европейские страны         | Население около 1648 г., человек       | Армия около 1690 г., человек                 |
| ----------------------------------- | -------------------------------------- | -------------------------------------------- |
| Франция                             | 15 миллионов                           | 130 тысяч                                    |
| Священная Римская империя (Австрия) | 8 миллионов                            | 50 тысяч                                     |
| Бранденбург-Пруссия                 | 1,4 миллиона                           | 25 тысяч                                     |
| Итальянские государства             | 12 миллионов                           | Неизвестно                                   |
| Исторические Нидерланды             | 3,5 миллиона                           | 73 тысячи (Нидерланды)                       |
| Британские острова                  | 7,5 миллионов                          | 80 тысяч (Англия)                            |
| Скандинавия                         | 2.5 миллиона                           | 90 тысяч (Швеция)                            |
| Источник:                           | Stearns, Encyclopedia(2001), стр. 284. | Blanning, Pursuit of Glory (2007), стр. 289. |

### Голландская республика как великая держава
В 1648 году, после окончания Восьмидесятилетней войны, Голландская республика получила независимость от Испании, в то же время Испания сохранила контроль над Испанскими Нидерландами. Голландцы были величайшей военно-морской державой в мире и доминировали в морской торговле с Азией и Америкой, а также на внутриевропейских торговых путях от Балтийского моря до Португалии. В трактовке меркантализма это привело к конфликту с растущими колониальными державами Англией и Францией. С 1652 по 1674 год велись три англо-голландские войны, почти все сражения были морскими. Первые две войны не разрешили основной спор. В 1672 году Людовик XIV вторгся в Нидерланды в ходе так называемой Голландской войны. Людовик призвал англичан к поддержке в соответствии с Дуврским договором и почти захватил голландцев, но его замедлило затопление голландской водной линии и вступление в войну против него Испании, Бранденбурга и Пруссии. Выступление австрийских Габсбургов на голландской стороне вынудило Людовика разделить свои силы. Англия заключила мир с голландцами в 1674 году после нескольких катастрофических поражений и, в конечном итоге, присоединилась к союзу против Франции. Нимвегенский мир привёл к ограниченным территориальным приобретениям французов, в основном за счёт испанских Габсбургов и более мелких немецких князей. После Славной революции лидер Голландской республики Вильгельм Оранский стал королём Англии. Продолжилась европейская оппозиция экспансионизму Людовика XIV, центр политической, финансовой и торговой власти медленно перемещался из Амстердама в Лондон.

### Великая турецкая война: 1683—1699
Великая турецкая война или «Война Священной лиги» представляла собой серию конфликтов между Османской империей и  европейской коалицией Священная лига (лат. Sacra Ligua). Коалиция была организована Папой Иннокентием XI и включала Папскую область, Священную Римскую империю под руководством императора Габсбургов Леопольда I, Речь Посполитую при Иоанне III Собеском и Венецианскую республику. Россия присоединилась к Лиге в 1686 году. Интенсивные бои начались в 1683 году, когда 200 000 армия под командованием Кары Мустафы осадила Вену с целью получения контроля над Центральной и Восточной Европой. К сентябрю захватчики были разбиты, отступили по Дунаю и подписали Карловицкий договор в 1699 году. Османская империя впервые потеряла большие территории—земли в Венгрии и Польше, а также часть западных Балкан. Впервые Россия была вовлечена в западноевропейский альянс.

### Британская политика при Вильгельме III (1689—1702)
Причиной, по которой английская элита призвала Вильгельма III вторгнуться в Англию в 1688 году, было свержение короля Якова II и прекращение его усилий по восстановлению католицизма. Причина, по которой Вильгельм принял вызов, заключалась в обретении союзника в сдерживании угрозы экспансии короля Франции Людовика XIV, создание коалиции против могущественной французской монархии, защита автономии Нидерландов (где Вильгельм продолжал находиться у власти) и не допущение попадания Испанских Нидерландов (современная Бельгия) в руки французов. Английская элита была резко антифранцузской, Вильгельм был заклятым врагом Людовика XIV, тот, в свою очередь, объявил Вильгельма узурпатором, незаконно отобравшим трон у законного короля Якова II. В 1689 году Вильгельм, ныне король Англии, при поддержке парламента объявил войну Франции, которая продлилась до 1713 года, с коротким перерывом 1697—1701 годов, который стал возможен благодаря Рисвикскому договору. Объединённый английский и голландский флоты имели превосходство на море, но Франция по-прежнему имела превосходство на суше. Вильгельм хотел нейтрализовать это преимущество, объединившись с Леопольдом I, Габсбургским императором Священной Римской империи (1658—1705), который базировался в Вене, Австрия. Леопольд, однако, был вовлечен в войну с Османской империей на своих восточных границах; Вильгельм работал над достижением мира с османами путём переговоров.
В конце концов расходы и усталость от войны заставили парламент проголосовать за финансирование дорогостоящих войн и субсидий более мелким союзникам. Частные инвесторы создали Банк Англии в 1694 году; он обеспечил надежную систему, которая значительно облегчила финансирование войн, поощряя банкиров давать взаймы деньги.

### Девятилетняя война: 1688—1697
Девятилетняя война (1688—1697), также называемая войной Аугсбургской лиги— крупный конфликт между Францией и общеевропейской коалицией, в состав которой входили: Австрия, Священная Римская империя, Голландская республика, Испания, Великобритания и Савойя. Бои велись на европейском континенте и в прилегающих морях, в Ирландии, Северной Америке и в Индии. Иногда девятилетнюю войну считают первой по-настоящему глобальной войной. Она также охватывала театр военных действий в Ирландии и Шотландии, где Вильгельм III и Яков II боролись за контроль над Великобританией и Ирландией, а также кампанию в колониальной Северной Америке между французскими и английскими поселенцами и их соответствующими союзниками из числа коренных американцев, которую сегодня называют Войной короля Вильгельма.
Людовик XIV вышел из франко-голландской войны в 1678 году самым могущественным монархом Европы. Он приступил к расширению своих завоеваний, кульминацией чего стала короткая Война воссоединений (1683—1684). Ратисбонское перемирие гарантировало новые границы Франции на двадцать лет, однако Людовик XIV отменил Нантский эдикт в 1685 году, что привело к ухудшению его военного и политического положения. Решение Людовика XIV пересечь Рейн в сентябре 1688 года было направлено на расширение его влияния и оказание давления на Священную Римскую империю. Но когда Леопольд I и немецкие принцы решили сопротивляться, а Генеральные штаты и Вильгельм III втянули голландцев и англичан в войну против Франции, создалась мощная антифранцузская коалиция, лидером которой стал Вильгельм III.
Парламент и нация должны были предоставить деньги, людей и корабли, но это не означало, что парламент или даже министры помогали в формулировании политики Вильгельма III.
Основная стратегия Вильгельма заключалась в создании военного союза для нападения на Францию на море и с суши в разных направлениях, одновременно защищая Нидерланды, где его союзниками были Уильям Бентинк, 1-й граф Портленд. Конечным результатом стало то, что Нидерланды остались независимыми, а Франция так и не взяла под свой контроль Испанские Нидерланды. Вильгельм умер как раз в начале войны-продолжения, Войны за испанское наследство (1701—1714).
Людовик XIV отказался признать Вильгельма королем Англии и оказал дипломатическую, военную и финансовую поддержку ряду претендентов на английский престол, базирующихся во Франции. Войны были очень дорогими для обеих сторон, но безрезультатными.
Основные бои развернулись вокруг границ Франции: в испанских Нидерландах; Рейнской области; Савойском герцогстве и Каталонии. К 1696 году по Франции ударил экономический кризис. Морские державы (Англия и Голландская Республика) также были истощены, и, когда Савойя вышла из Альянса, был заключён Рисвикский мир (1697). Людовик XIV сохранял за собой весь Эльзас, но был вынужден вернуть Лотарингию её правителю и отказаться от любых завоеваний на правом берегу Рейна. Людовик XIV также признал Вильгельма III законным королём Англии, а голландцы приобрели систему крепостей Барьер в испанских Нидерландах, чтобы обеспечить безопасность своих границ. Однако, когда больной и бездетный Карл II Испанский был при смерти, новый конфликт по поводу наследства Испанской империи вскоре втянул Людовика XIV и Великий Альянс в Войну за испанское наследство.

### Великая Северная война: 1700—1721 гг.
С 1560 по 1660 год Швеция осуществляла крупномасштабную территориальную экспансию в Балтийском регионе, целью которой была Дания и Польша.
В 1700 году Дания, Польша и Россия  объявили Швеции войну. Король Карл XII направил шведскую армию в прибалтийские провинции, где русские и польские войска осаждали несколько городов. Русская армия была разбита в битве под Нарвой. Затем Карл в Польше сверг польского короля Августа II и в 1706 году заключил Альтрансштадтский договор.
Тем временем России удалось завладеть несколькими городами на берегу Балтийского моря. В ответ Карл решил двинуться прямо на Москву, но из-за чрезвычайно холодной погоды, сбоев в линиях снабжения и российской стратегии выжженной земли был вынужден повернуть в сторону Украины. Он потерял большую часть своих солдат и припасов. Столкновение с русскими произошло в 1709 году. Россия при царе Петре Великом недавно модернизировала свои вооруженные силы и одержала решающую победу в Полтавской битве. Карлу удалось бежать в Османскую империю, которая предоставила ему убежище на шесть лет. В войну вновь вступили Польша и Дания, а также другие страны, желавшие получить части шведских провинций. В последующие годы Россия оккупировала восточную половину Швеции (современная Финляндия). Швеция потеряла контроль над восточной Балтикой и так и не вернула себе былое величие. Россия получила Финляндию и доступ к Балтийскому морю, а также её признание как европейской державы.

#### Россия
Все основные решения в Российской империи принимались царем, государственным строем было самодержавие. Во время длительного правления могущественных лидеров, таких как Петр Великий и Екатерина Великая, существовало единообразие политики. При слабых царях или быстрой смене власти царила непредсказуемость и даже хаос.
Центральной стратегией внешней политики России от небольшого Московского государства XVI века до Первой мировой войны 1914 года, была географическая экспансия и защита православия. Императорская Российская Армия была большой и хорошо обученной, хотя внутренняя экономика страны была слабой, а транспортная система — плохой.
На северо-западе Россия вела вековую борьбу со Швецией за контроль над Балтийским морем. Петр Великий перестроил российскую административную и военную систему по западному образцу, тем не менее  Российский военно-морской флот оставался небольшим и незначительным. К 1720-м годам Россия получила доступ к морю, власть над Финляндией и прибалтийскими государствами — Латвией, Литвой и Эстонией.
На западе произошла серия войн с Польшей и Литвой, за которыми последовали соглашения с Пруссией и Австрией, давшие России контроль над большей частью Украины и значительной частью Польши.
Наполеон вторгся в Россию в 1812 году. Вторжение было отбито (с большими потерями), и Россия получила сильный консервативный голос в делах Европы с 1814 по 1840-е годы.

### Война за испанское наследство: 1701—1714 гг.
Испания контролировала важные территории в Европе:
- Испанские Нидерланды (которые в конечном итоге стали бельгийскими)
- провинцию Франш-Конте на восточной границе Франции
- большую часть южной Италии и Сицилии

Испанскими заморскими колониями были:
- большая часть Нового Света, включая Южную Америку, Мексику, Центральную Америку
- Куба
- Филиппинские острова.

Заморские территории были для Испании:
- источником миграции испанского населения
- поставщиками серебра, которое каждые несколько лет доставлялось в Испанию конвоями.

Домашняя экономика Испании была бедной, Испания импортировала практически все свое оружие. Испанская армия была большой, но плохо обученной и плохо оснащённой,  с небольшим флотом, так и не оправившимся от катастрофы, уничтожившей половину большой испанской армады в 1588 году. Местные и региональные органы власти, а также местная знать контролировали большую часть процесса принятия решений. Центральное правительство было довольно слабым, с посредственной бюрократией и немногими способными лидерами.
Король Карл II правил с 1665 по 1700 год, но его физическое и психическое здоровье было очень плохим. У него не было детей, он представлял семью Габсбургов (Вена), имевшую своего кандидата на испанское наследство. У Бурбонов (Париж), также был кандидат: внук короля Людовика XIV. Серебро Испании и её неспособность защитить свои активы сделали её целью для англичан, грабивших и торговавших в испанских колониях.
Карл II завещал свой трон кандидату Бурбонов, французу, ставшему Филиппом V Испанским. Против Франции сформировалась коалиция противников, и в 1701—1714 годах разразилась крупная европейская война.  Главой Большого союза против Франции стал Леопольд I, правитель Священной Римской империи.
В состав антифранцузской коалиции входили Пруссия и большинство других немецких государств, Нидерланды, Португалия, Савойя (в Италии) и Англия. Франция взяла под свой контроль испанские войска и присоединила к себе нескольких союзников в Баварии и нескольких местных герцогов в Италии и Германии. Обширные бои происходили в основном в Нидерландах. Когда император Леопольд умер, ему наследовал его старший сын Джозеф, умерший в 1711 году. Его брат Карл стал не только кандидатом Альянса на пост короля Испании, но и императором. Эта комбинация сделала бы Империю слишком могущественной, поэтому союзники покинули альянс и был заключён Утрехтский мир (1713).
Филипп V стал королем Испании и сохранил все свои заморские колонии, но отказался от каких-либо прав на французский престол. Испания потеряла свои европейские владения за пределами самой родины. Англия получила Ньюфаундленд, Новую Шотландию и Гибралтар, а также торговые права в испанских колониях. В Испании теперь было новое правительство Бурбонов, которое оказалось гораздо более эффективным и энергичным, чем предыдущие правители Габсбургов.

## Европа: 1715—1789 гг

### Мирная интерлюдия: 1715—1740
Четверть века после Утрехтского мира прошла без крупных войн. Второстепенными были «Война за ухо Дженкинса» — военно-морская война между Великобританией и Испанией из-за британской контрабанды в испанские колонии. Оно началось в 1739 году и велось в Карибском море. После небольшой победы британцев в 1741 году испанцы отразили крупное британское вторжение, и боевые действия прекратились без какой-либо выгоды для обеих сторон.
Главные державы истощили себя в войне, результатом которой стали: разрушенный флот, множество смертей, ветераны-инвалиды, высокие пенсионные расходы, крупные кредиты и высокие налоги. Стабильность в европейской государственной системе основывалась на политике баланса сил, при которой ни одна страна не должна была быть доминирующей. Роберт Уолпол, ключевой политик Великобритании, отдавал приоритет миру в Европе, потому что это было полезно для торговли и растущей Британской империи. Британский историк Г. М. Тревельян определил  Утрехтский договор, как начало стабильного период цивилизации XVIII века, конец опасности для Европы со стороны старой французской монархии и  морское, торговое и финансовое превосходство Великобритании.
Великобритания играла ключевую военную роль в качестве «балансира».  Сдерживание привело к серии все более масштабных войн между Великобританией и Францией, которые закончились с неоднозначными результатами. Британия обычно была союзником Нидерландов и Пруссии и субсидировала их армии. Эти войны охватили всю Европу и заморские колонии, происходили каждое десятилетие, начиная с 1740-х годов, и достигли кульминации при разгроме наполеоновской Франции в 1814 году.

#### Людовик XV
В отличие от гиперактивного Людовика XIV, его преемник, во время своего долгого правления и активной роли в 1722—1774 годах, предоставил право принимать решения во внешней политике Франции кардиналу Флери. Людовик XV осознавал, что Франция нуждается в восстановлении, поэтому проводил мирную политику. Во Франции была плохо продуманная налоговая система, в результате которой в казне всегда было мало денег. Банковская система в Париже была неразвита, и казначейство было вынуждено брать займы под очень высокие проценты.

#### Война четверного альянса (1718—1720)
Одним из немногих военных эпизодов в Западной Европе стала Война Четверного альянса (1718—1720). Габсбурги спорили с новым королем Испании, из династии Бурбонов, Филиппом V из-за контроля Габсбургов над большей частью Италии. Филипп V, его жена Элизабет Фарнезе и его главный министр Хулио Альберони планировали вернуть большую часть Италии, потерянную в 1714 году, и, возможно, даже посадить Филиппа на французский трон. Испанский флот захватил Сицилию и Сардинию. Четверной союз Великобритании, Франции, Австрии, Голландской республики и (позже) Савойи был коалицией, созданной для восстановления баланса сил и прекращения испанских угроз. Морские победы Альянса вынудили Испанию отступить.

### Война за австрийское наследство (1740—1748)
Мирная пауза завершилась последним из династических конфликтов Бурбонов и Габсбургов — Войной за австрийское наследство. Номинальным поводом к войне являлось право Марии Терезии наследовать её отцу, императору Карлу VI. На самом деле Бурбонская Франция и соперники Германии Пруссия и Бавария увидели возможность бросить вызов власти Габсбургов. Марию Терезию поддержали Великобритания, Голландская республика и Ганновер (правитель король Великобритании Георг II). По мере расширения конфликта в него втягивались и другие участники, в том числе Испания, Сардиния, Саксония, Швеция и Россия. Война завершилась в 1748 году Экс-ла-Шапельским договором и незначительными территориальными изменениями. Наследство Марии Терезии было признано, но Австрия была вынуждена признать контроль Пруссии над Силезией и уступить контроль над несколькими итальянскими герцогствами. Основными результатами войны стали признание растущей роли Пруссии как международного игрока и, в конечном итоге, дипломатическая революция, которая привела к союзу Австрии с Францией, положив конец давнему соперничеству между династиями Бурбонов и Габсбургов и подтолкнув Англию к союзу с Пруссией, чтобы продолжать свои усилия по сдерживанию Франции.

### Британия: торговая нация
Крупные державы были заинтересованы в территориальных завоеваниях и защите своих династий. У Британии был другой основной интерес (помимо защиты родины)— создание всемирной торговой сети, безопасность которой должен был обеспечить Королевский флот. Правительство Лондона расширило частный сектор, объединив многочисленные лондонские компании, финансируемые из частных источников, для создания торговых постов и открытия импортно-экспортных предприятий по всему миру.
Первым предприятием стала Московская компания (1555) для торговли с Россией. Другие известные предприятия включали Левантийскую компанию, Ост-Индскую компанию и компанию Гудзонова залива в Канаде. Компания торговцев с Африкой была основана в 1662 году (торговля золотом, слоновой костью и рабами), в 1672 году  переименована в Королевскую африканскую компанию. Участие Великобритании в каждой из четырёх крупных войн, с 1740 по 1783 год, щедро окупилось с точки зрения торговли. Даже потеря Тринадцати колоний была компенсирована очень благоприятными торговыми отношениями с вновь созданными Соединёнными Штатами. Британцы господствовали в торговле с Индией и, в значительной степени, доминировали в  торговле рабами, сахаром из Западной Африки и Вест-Индии. Следующим на повестке дня будет Китай. Другие державы создали аналогичные монополии, но в гораздо меньших масштабах; только Нидерланды уделяли торговле такое же большое внимание, как и Англия
Финансовая система Лондона финансировала не только английские войска, но и союзников. Казначейство собрало 46 миллионов фунтов стерлингов в виде ссуд для оплаты войн с Францией 1689—1697 и 1702—1713 годов; к 1714 году государственный долг составлял 40 миллионов фунтов стерлингов, при этом для погашения долга действовал фонд погашения. Когда королева Анна умерла, её преемник король Георг I (был ганноверцем) перенёс свой двор в Лондон, но так и не выучил английский язык и окружил себя немецкими советниками. Стюарты, как претенденты на трон, поддерживаемые королём Людовиком XIV, неоднократно угрожали вторжением через Ирландию или Шотландию и имели значительную внутреннюю поддержку со стороны фракции тори. Однако сэр Роберт Уолпол, принимающий решения в 1722—1740 годах, хотя эта роль ещё не называлась премьер-министром, решительно отверг милитаристские варианты и продвигал мирную программу. Он подписал союз с Францией. Могущество Нидерландов значительно уменьшилось.

### Семилетняя война
Людовик XV остался в истории, как потерпевший поражение во всемирной Семилетней войне. В 1763 году ему пришлось уступить Новую Францию в Северной Америке Испании и Великобритании. При этом он включил территории Лотарингии и Корсики в состав Французского королевства. Большинство учёных утверждают, что решения Людовика XV нанесли ущерб могуществу Франции, ослабили казну, дискредитировали абсолютную монархию и сделали её более уязвимой и привели к Французской революции через 15 лет после его смерти. Норман Дэвис охарактеризовал правление Людовика XV как «время изнурительного застоя», характеризующееся проигранными войнами, бесконечными столкновениями между двором и парламентом и религиозной враждой. Другие учёные защищают Луи, утверждая, что его негативная репутация была результатом более поздней пропаганды, призванной оправдать Французскую революцию. Джером Блюм описал его как «вечного подростка, призванного выполнять мужскую работу».

### Американская война за независимость
Население американских колоний быстро росло и достигло 2,5 миллиона человек по сравнению с 6 миллионами британской метрополии. Новая политика 1765 года по введению налогов без согласия колониальных парламентов вызвала большие споры в самой Британии и волнения во всех Тринадцати колониях. Американцы выдвинули лозунг Нет налогам без представительства в британском парламенте. В течение десятилетий пытались найти разные решения, но Лондон продолжал настаивать на введении налогов без консультаций. Когда в 1773 году американские патриоты уничтожили партию облагаемого налогом британского чая в Бостонской гавани во время Бостонского чаепития, Лондон отреагировал Невыносимыми законами. Колонии сплотились и создали Континентальный конгресс для координации своих действий в виде крупномасштабных бойкотов, нанесших огромный ущерб британским торговцам, в одночасье потерявшим свой американский рынок. Лондон отправил дополнительные войска в Бостон, а колонисты организовали и обучили свое ополчение. Боевые действия вспыхнули в 1775 году, и американские патриоты захватили контроль над Тринадцатью колониями. Король отказался идти на компромисс. Американская армия, организованная Конгрессом и находящаяся под контролем генерала Джорджа Вашингтона, вытеснила британцев из Бостона. Заручившись единогласной поддержкой законодательных собраний всех тринадцати штатов, Конгресс 2 июля проголосовал за независимость. Декларация независимости, разработанная, в основном, Томасом Джефферсоном, была единогласно принята Конгрессом 4 июля 1776 года.
Америка стала членом международного сообщества, что означало стать создателем договоров и союзов, военным союзником в дипломатии и партнёром во внешней торговле.
Американский дипломат в Париже Бенджамин Франклин оказался очень популярен среди французской элиты. Франция, желая отомстить за своё поражения в 1760-х годах, активно финансировала американское восстание. В 1777 году, после захвата американцами британских сил вторжения в Саратоге (север штата Нью-Йорк), Франция официально объявила войну Британии, признав независимость новых Соединённых Штатов. Голландцы и Испания присоединились к Франции. Остальная Европа была нейтральной, отдавая предпочтение Франции и Соединённым Штатам. У Великобритании не было крупных союзников, но ей удалось нанять десятки тысяч наемников из небольших немецких княжеств, таких как Гессен. Королевский флот теперь превосходил по численности объединённые флоты союзников. Британцам удалось отправить крупные силы вторжения на юг Соединённых Штатов, но объединённая французско-американская армия захватила армию вторжения в Йорктауне в 1781 году. Соединённые Штаты теперь были фактически независимыми, и британская политика заключалась в том, чтобы предложить очень хорошие условия, чтобы гарантировать англо-американскую внешнюю торговлю, как только война закончится. Однако военно-морская война не закончилась, поскольку британцы добились решающих успехов в борьбе с французским флотом и защитили Гибралтар от испанской угрозы. После потери американских колоний Британия переключила свое внимание на Индию и Азию. Долгосрочные результаты оказались крайне негативными для Франции. Расходы на Семилетнюю войну и Войну за независимость в США фактически обанкротили французскую казну, подготовив почву для Французской революции в 1789 году.

### Европа: Французская революция и Наполеон (1789—1815)
С 1793 по 1815 год Франция почти непрерывно (с двумя короткими перемириями) вела войны с Великобританией и меняющейся коалицией других крупных держав. Французские революционные идеалы распространились на соседние страны, а также на большую часть Европы. Однако окончательное поражение Наполеона в 1814 (и 1815) обратило вспять некоторые — но не все — революционные достижения во Франции и Европе. Бурбоны были восстановлены на троне, а брат казненного короля Людовика XVI стал королем Людовиком XVIII.
Политика того периода неизбежно подтолкнула Францию к войне с Австрией и её союзниками. Жирондисты хотели экспортировать революцию по всей Европе и, как следствие, защитить революцию во Франции. На другом конце политического спектра Робеспьер выступал против войны, опасаясь, что она укрепит монархию и армию и вызовет гнев простых людей в Австрии и других странах. Австрийский император Леопольд II, брат Марии-Антуанетты, возможно, хотел избежать войны, но умер 1 марта 1792 года.Франция превентивно объявила войну Австрии (20 апреля 1792 г.), и несколько недель спустя Пруссия присоединилась к австрийской стороне. Вторгшаяся прусская армия не встречала большого сопротивления, пока не была остановлена в битве при Вальми (20 сентября 1792 года).
В Бельгии и Рейнской области осенью 1792 года французы разгромили австрийцев в битве при Жемаппе и вскоре захватили большую часть австрийских Нидерландов. Это привело их к конфликту с Великобританией и Голландской республикой. После казни короля в январе 1793 года эти державы вместе с Испанией и большинством других европейских государств присоединились к войне против Франции. Весной 1793 года французы были изгнаны со своих недавно завоеванных территорий. В то же время республиканский режим был вынужден бороться с восстаниями против своей власти на большей части западной и южной Франции. Но союзникам не удалось воспользоваться разобщенностью Франции, и к осени 1793 года республиканский режим разгромил большую часть внутренних восстаний и остановил продвижение союзников в саму Францию.
Тупиковая ситуация была преодолена летом 1794 года драматическими победами французов, такими как:
- разгром союзной армии в битве при Флёрюсе, что привело к полному выводу союзников из Австрийских Нидерландов
- вывод войск союзников на восточный берег Рейна и возможность к началу 1795 года завоевания самой Голландской республики. Дом Оранских был изгнан и заменен Батавской республикой, французским государством-сателлитом.

Коалиция против Франции распалась. Пруссия, фактически вышедшая из коалиции осенью 1794 года, заключила мир с революционной Францией в Базеле в апреле 1795 года, а вскоре после этого и Испания заключила мир с Францией. Из крупнейших держав только Великобритания и Австрия оставались в состоянии войны с Францией.

### Колониальные восстания
Французская революция оказала огромное влияние на многие регионы Европы, но особое влияние ощущали французские колонии. Мартиниканский писатель Эме Сезер резюмировал, что в каждой французской колонии произошла революция, подобная Французской. Гаитянская революция (Сен-Доминго) стала главным примером восстаний рабов во французских колониях.

### Наполеоновские войны
Наполеон Бонапарт был одним из самых влиятельных государственных деятелей мира. Будучи императором он реструктурировал большую часть европейской дипломатии, политики и права, пока в 1814 году не был вынужден отречься от престола. Окончательное поражение в 1815 году в битве при Ватерлоо привело к его изгнанию. Французы помнят Баонопарта как великого героя, а британцы и другие его противники — как великого злодея.
Наполеон, несмотря на свою молодость, в ходе переворота 18 брюмера (9 ноября 1799 года) сверг слабое правительство, заменив его Консульством. В 1804 году он короновал себя императором. В 1805 году Наполеон планировал вторгнуться в Британию, но возобновленный британский союз с Россией и Австрией (Третья коалиция) вынудил его обратить свое внимание на континент, в то время как французский флот был разгромлен британцами в Трафальгарском сражении, положившем конец любому плану вторжения в Британию. 2 декабря 1805 года Наполеон разбил численно превосходящую австро-русскую армию при Аустерлице, вынудив Австрию выйти из коалиции (см. Прессбургский мир) и распустив Священную Римскую империю. В 1806 году была создана Четвёртая коалиция. 14 октября Наполеон разгромил прусские силы в битве при Йене-Ауэрштедте, прошёл через Германию и победил русских 14 июня 1807 года во Фридландском сражении. Тильзитский договор разделил Европу между Францией и Россией и создал Варшавское герцогство.
12 июня 1812 года Наполеон вторгся в Россию с Великой армией (700 000 человек). После побед в Смоленском и Бородинском сражении Наполеон занял Москву, но был вынужден отступить. На обратном пути его армия подвергалась преследованиям со стороны казаков, страдала от болезней и голода, тт армии осталось 20 000 человек. К 1813 году удача отвернулась от Наполеона. Потерпев поражение от армии семи стран в битве при Лейпциге в октябре 1813 года, он был вынужден отречься от престола после Шестидневной кампании и оккупации Парижа. По Фонтенблоскому договору он был сослан на остров Эльба, вернулся во Францию 1 марта 1815 года (см. «Сто дней "), собрал армию, но в конце концов потерпел поражение от британских и прусских войск в битве при Ватерлоо 18 июня 1815 года, и к власти вернулись Бурбоны.

#### Влияние Французской революции
Результатом Революции и Наполеоновских войн, продолжавшихся с 1793 по 1815 год, стало 4 миллиона смертей (из них 1 миллион гражданских); 1,4 миллионов погибших французов.
Эндрю Робертс утверждает, что Наполеон был ответственен за ключевые идеи современного мира, такие как: меритократия, равенство перед законом, права собственности, религиозная терпимость, современное светское образование и другие.
Французские армии в 1790-х и 1800-х годах уничтожили остатки феодализма на большей части территории Западной Европы. Были либерализованы законы о собственности, отменены сеньорские пошлины, упразднены для облегчения предпринимательства купеческие гильдии и гильдии ремесленников, узаконен развод, закрыты еврейские гетто и даны равные права евреям. Инквизиция закончилась, как и Священная Римская империя. Власть церковных судов и влияние религиозной власти было резко ограничено, а также провозглашено равенство перед законом для всех людей.
Во внешней политике французская армия, вплоть до 1812 года, была весьма успешной (из 60 наполеоновских сражений были проиграны только семь).
Завоевания Франции:
- Бельгия превращена в ещё одну провинцию Франции
- завоеваны Нидерланды, ставшие марионеточным государством
- взяты под французский контроль немецкие территории на левом берегу реки Рейн и установлен марионеточный режим
- завоевана Швейцария и большая часть Италии, создан ряд марионеточных государств.

Результатом стала слава Франции и приток столь необходимых денег из завоеванных земель, что также оказало прямую поддержку французской армии. Однако враги Франции, возглавляемые Великобританией и финансируемые британской казной, в 1799 году сформировали Вторую коалицию (к Британии присоединились Россия, Османская империя и Австрия). Каолиция одержал серию побед, которые отменили успехи Франции и заперли французскую армию в Египте. Правда Наполеону удалось прорваться через британскую блокаду в октябре 1799 года и вернуться в Париж, где он сверг правительство и стал правителем.
Наполеон завоевал большую часть Италии во имя Французской революции в 1797—1799 годах. Он основал ряд новых республик с новыми кодексами законов и отменой старых феодальных привилегий:
- Цизальпинская республика (Милан)
- Римская республика
- Лигурийская республика вокруг Генуи
- Партенопейская республика (просуществовала всего пять месяцев).

Позже Наполеон сформировал Королевство Италия, в то время как его брат Жозеф правил Неаполитанским королевством. Кроме того, Франция превратила Нидерланды в Батавскую республику, а Швейцарию в Гельветическую республику. Все эти новые страны были сателлитами Франции и должны были платить крупные субсидии, а также оказывать военную поддержку. Их политическая и административная системы были модернизированы, введена метрическая система и снижены торговые барьеры. Еврейские гетто были ликвидированы. Бельгия и Пьемонт стали неотъемлемыми частями Франции.
Большинство новых республик были упразднены и вернулись к довоенным владельцам в 1814 году. Однако были выгоды, которые итальянцы получили от Французской революции: в течение почти двух десятилетий у итальянцев были превосходные кодексы права, справедливая система налогообложения, лучшее экономическое положение и большая религиозная и интеллектуальная терпимость, чем они знали на протяжении веков. Повсюду старые физические, экономические и интеллектуальные барьеры были разрушены, и итальянцы начали осознавать общую национальность.
Аналогичным образом, в Швейцарии было провозглашено равенство граждан перед законом, равенство языков, свобода мысли и веры; создано швейцарское гражданство и разделение властей, о котором старый режим не имел понятия; были убраны внутренние тарифы и другие экономические ограничения; унифицированы меры и веса, реформировано гражданское и уголовное законодательство, разрешены смешанные браки (между католиками и протестантами), запрещены пытки и улучшено правосудие; уделено внимание развитию образования и общественных работ.
В самой Франции был введен принцип юридического равенства и низведена некогда могущественная и богатая католическая церковь до уровня простого бюро, контролируемого правительством. Власть стала централизованной в Париже с его сильной бюрократией и армией, снабжаемой за счет набора всех молодых людей. Французская политика была поляризована: сторонникам и противникам принципов Революции были даны новые имена: «левые» и «правые».
Британский историк Макс Гастингс ставит военный гений Наполеона в один ряд с Александром Великим и Юлием Цезарем. Однако в политической сфере историки спорят, был ли Наполеон «просвещенным деспотом, заложившим основы современной Европы, или человеком, страдающим манией величия, причинившим больше страданий, чем любой человек до прихода Гитлера».

## Китай

### Десять великих кампаний
Империя Цин использовала военную силу, дипломатию и опору на местных лидеров, чтобы расширить свои владения на западные регионы, где российская экспансия представляла угрозу. В середине XVIII века были начаты Десять великих кампаний:
- Для расширения территории в Средней Азии (3 кампании)
- Против джунгар (1755—1757) (2 кампании)
- Для умиротворения Синьцзяна (1758—1759)
- Полицейские действия на уже установленных границах: подавлению повстанцев в Сычуани, на Тайване (1787—1788), заграничные экспедиции против Бирмы (1765—1769), Вьетнама (1788—1789), гуркхов в Непале.

Наиболее важным и успешным стало окончательное уничтожение джунгарского народа при Умиротворении Джунгарии в 1755 году. Обеспечение безопасности северной и западной границ Синьцзяна привело к умиротворению исламизированной тюркоязычной южной половины Синьцзяна. Десять великих кампаний продемонстрировали силу Китая также в Монголии, Тибете и Туркестане. Угроза со стороны России была преодолена дипломатическим путём с установлением стабильных границ (Нерчинский договор 1689 года, Кяхтинский договор 1727 года). Договоры разрешали русскую православную религиозную миссию в Пекине и небольшую российскую караванную торговлю. После 1724 года в Цинхае (Восточный Тибет) Китай разобщил этнические группы и опирался на местных лидеров как на противовес тибетскому религиозному лидеру Далай-ламе и монголам. В Туркестане, где росло мусульманское население, местные мусульманские предводители были назначены губернаторами и было позволено исламское право, как  преобладающее. Китайцы собирали налоги с торговли и старались поддерживать порядок. Экспансия на запад была последней крупной экспансией Китая.

## Индийский субконтинент

### Империя Великих Моголов
Империя Великих Моголов (1526—1720) была основана Бабуром (1483—1530), мусульманином-суннитом из Афганистана. Он использовал передовое оружие, артиллерию и особенно мобильную кавалерию. Дели был захвачен им в 1526 году малыми силами (12 000 солдат против более чем 100 000 вражеских сил). Он продолжил свои завоевания на большей части Северо-Центральной Индии. Далее правил Акбар (годы правления 1556—1605), при котором Империя Великих Моголов поддерживала дипломатические отношения со многими местными и международными державами, включая узбеков, династию Сефевидов в Персии, Османскую империю, Французскую Ост-Индскую компанию и особенно английскую Ост-Индскую компанию. Европейские торговые форты вдоль побережья способствовали развитию торговли и имели превосходящую военно-морскую мощь.
Молодая новая империя имела серьёзные слабости. Чрезмерные расходы опустошили казну и привели к крайне непопулярному повышению налогов. Художественными достижениями империи стал храм Тадж-Махал, построенный в 1632—1653 годах.
Вместе с тем стандартом в политике было братоубийство. Чтобы заполучить трон, наследники убивали своих братьев и казнили всю их свиту. К 1700 году европейцы начали брать под свой контроль региональные торговые пути, принимая определённую сторону во внутриполитической фракционности. Даже на пике своего развития при Акбаре Империя Великих Моголов не была централизованным государством, а представляла собой слабосвязанную совокупность разнородных княжеств. Акбар давал победившим командирам право («заминдары») собирать налоги на местном уровне, что давало им независимость от центральной власти. Переход из индуизма в ислам предоставлял политические и экономические возможности.
Аурангзеб (правил в 1658—1707 годах) был аскетом и прекратил тратить деньги на великолепные дворцы и святыни. Он пытался обуздать многочисленные формы коррупции и стал особенно непопулярным, когда попытался запретить азартные игры, употребление алкоголя и проституцию. Он положил конец политике религиозной терпимости, и индусы считали его враждебным. Индусам больше не разрешалось строить храмы, был введен опять налог джизья, практиковалось принудительное обращение в ислам, немусульмане были изгнаны с высоких постов. Индусы восстали. Десятилетия длилась безуспешная военная кампания по захвату большого региона Декан к югу от и без того большой империи. Результатом слабости центрального правительства стала возросшая независимость местных заминдар, землевладельцев, вождей племён, ростовщиков и торговцев, которые перешли на сторону Ост-Индской компании, выплачивавшей им денежные субсидии. Это значительно ослабило армию Мугаров и усилило оппозицию касты индусов маратхов, которые к 1720 году взяли под свой контроль большие территории. Империя была упразднена в 1857 году.

### Ост-Индская компания
Ост-Индская компания — частная британская коммерческая торговая фирма по экспорту британских товаров в Индию и прилегающие районы, и импорту индийских продуктов, такик как чай, специи, текстиль и (для китайского рынка) опиум. К 1850-м годам компания стала контролировать большую часть Индийского субконтинента, используя для этого дипломатию и финансовые стимулы и, время от времени, применяя военную силу. Офицерами были британцы, солдатами — сипаи (индийцы). Сипаи восстали в 1857 году, но были подавлены. После упразднения Ост-Индской компании была создана колония Британская Индия.

## Дальнейшее чтение
- Новая Кембриджская современная история ; 700—900 страниц; очень широкое освещение ведущими экспертами; стипендия по состоянию на 1960-е годы; Основное внимание уделяется Европе, но включает главы, посвященные Азии, Африке и Америке.
  - Ф. Л. Карстен, изд. V. Возвышение Франции 1648-88 (1961) онлайн
  - Дж. С. Бромли, изд. VI. Возвышение Великобритании и России, 1688—1715/25 гг. (1970)
  - Джо Линдси, изд. VII. Старый режим, 1713—1763 гг. (1957, новое изд. 1996 г.) онлайн
  - А. Гудвин, изд. VIII. Американская и Французская революции 1763—1793 гг. (1965) онлайн
  - CW Кроули, изд. IX. Война и мир в эпоху потрясений, 1793—1830 гг. (1965) онлайн
  - Дарби, ХК, и Гарольд Фуллард, ред. XIV. Атлас (1970), более 300 новых карт в Интернете.
- Лангер, Уильям Л. изд. Энциклопедия всемирной истории (1968), стр. 459—651 онлайн
- Стернс, Питер Н. Энциклопедия всемирной истории (6-е изд. 2001 г.), 1244 стр.; очень подробная схема.
- Стернс, Питер Н. изд. Оксфордская энциклопедия современного мира (8 том, 2008 г.).
- Ватсон, Адам. Эволюция международного общества: сравнительно-исторический анализ (2-е изд. 2009 г.), отрывок

### Карты
- Хейвуд, Джон. Атлас всемирной истории (1997) онлайн бесплатно
- Атлас всемирной истории Рэнда МакНелли (1983), опубликованный в Великобритании как Исторический атлас Хэмлина онлайн бесплатно.
- Адамс, Робин и Розанна Кокс, ред. Дипломатия и ранняя современная культура (Springer, 2010). В сети
- Андерсон, М.С. Расцвет современной дипломатии 1450—1919 гг. (Лонгман, 1993).
- Блэк, Джереми.Британские дипломаты и дипломатия, 1688—1800 (издательство Ливерпульского университета, 2001).
- Дэвис Кросс, Майя К. Европейский дипломатический корпус: дипломаты и международное сотрудничество от Вестфалии до Маастрихта (Palgrave Macmillan, 2007).
- Довер, Пол и Хэмиш Скотт. «Рост дипломатии, ок. 1450—1815», в книге Хэмиша Скотта (редактор), Оксфордский справочник по ранней современной европейской истории, 1350—1750, том II: Культуры и власть (Oxford University Press, 2015), стр. 663-95. doi.org/10.1093/oxfordhb/9780199597260.013.25
- Фрей, Линда С. и Марша Л. Фрей. История дипломатического иммунитета (издательство Университета штата Огайо, 1999).
- Хорн, Дэвид Бейн. Британская дипломатическая служба 1689—1789 (Издательство Оксфордского университета, 1961).
- Линдстрем, Питер и Сванте Норрем. «Дипломаты и родственные сети: дипломатическая стратегия и гендер в Швеции, 1648—1740». в книге «Гендер и политическая культура в Европе раннего Нового времени, 1400—1800 гг.» (Routledge, 2016), стр. 68-86.
- Натан, Джеймс А. Солдаты, государственное управление и история: принудительная дипломатия и международный порядок (Bloomsbury, 2002).
- Пал, Майя. «Ранняя современная экстерриториальность, дипломатия и переход к капитализму». в книге «Экстерриториальность права: история, теория, политика» (Routledge, 2019). В сети
- Рузен, Уильям Джеймс. Эпоха Людовика XIV: рост современной дипломатии (Шенкман, 1976).
- Скотт, Хэмиш. «Дипломатия» в Оксфордском справочнике по старому режиму (2012), стр. 39-58. doi.org/10.1093/oxfordhb/9780199291205.013.0003
- Скотт, Хэмиш. «Дипломатическая культура в Европе со старым режимом», в: Хэмиш Скотт и Брендан Симмс (редакторы), «Культуры власти в Европе в течение долгого восемнадцатого века» (Cambridge University Press, 2007), стр. 58-85.
- Соуэрби, Трейси А. и Ян Хеннингс, ред. Практика дипломатии в раннем современном мире c. 14:10-18:00 (Тейлор и Фрэнсис, 2017).
- Соуерби, Трейси А. «Ранняя современная дипломатическая история». Компас истории 14.9 (2016): 441—456. В сети

### Европа, Северная Америка
- Anderson, M. S. Europe in the Eighteenth Century: 1713—1783 (1961) online
- Beloff, Max. The Age of Absolutism 1660—1815 (1962), 215pp online
- Bemis, Samuel Flagg. A short history of American foreign policy and diplomacy (1959) online free
- Black, Jeremy. Eighteenth Century Europe 1700—1789 (1990)
- Black, Jeremy. European International Relations, 1648—1815 (2002) excerpt and text search
- Blanning, Tim. The Pursuit of Glory: Europe 1648—1815 (2007).
- Bruun, Geoffrey. Europe and the French Imperium, 1799—1814  (1938) online, political and diplomatic context
- Cameron, Euan. Early Modern Europe: An Oxford History (2001)
- Dorn, Walter L. Competition for Empire, 1740—1763 (1940). wide-ranging scholarly survey online
- Doyle, William. The Old European Order, 1660—1800 (2nd ed. 1992), esp pp 265–340. online
- Falkner, James. The War of the Spanish Succession 1701—1714 (2015) excerpt
- Gershoy, Leo. From Despotism to Revolution, 1763—1789 (1944) online
- Hill, David Jayne. A history of diplomacy in the international development of Europe (3 vol. 1914) online v 3, 1648—1775.
- Lodge, Richard. «The Continental Policy of Great Britain, 1740-60.» History 16.64 (1932): 298—304. online
- Mckay, Derek , and H.M. Scott. The Rise of the Great Powers 1648 - 1815. — Pearson, 1983. — ISBN 9781317872849. also online free to borrow
- Merriman, John. A History of Modern Europe: From the Renaissance to the Present (3rd ed. 2009, 2 vol), 1412 pp; university textbook
- Mowat, R. B. A History of European Diplomacy, 1451—1789 (1928) online
- Mowat, R. B. A History of European Diplomacy 1815—1914 (1922), basic introduction online also online
- Nussbaum, Frederick L. The Triumph of Science and Reason, 1660—1685 (1953), despite the narrow title, a general survey of European history online free to borrow
- Ogg, David. Europe in the Seventeenth Century (1954). online
- Ogg, David. Europe of the Ancien Regime 1715—1783 (1965) online
- Pennington, Donald. Europe in the Seventeenth Century (2nd ed. 1989). online
- Petrie, Charles. Earlier Diplomatic History, 1492—1713 (1949) online;
- Petrie, Charles. Diplomatic History, 1713—1933 (1946).
- Roberts, Penfield. Quest for Security, 1715-40 (1963). wide-ranging scholarly survey online
- Roosen, William J. The Age of Louis XIV: The Rise of Modern Diplomacy (1976) online.
- Ross, Steven T. European Diplomatic History, 1789—1815: France Against Europe (1969)
- Rothenberg, Gunther E. (1988). The Origins, Causes, and Extension of the Wars of the French Revolution and Napoleon. Journal of Interdisciplinary History. 18: 771–793. doi:10.2307/204824. JSTOR 204824.
- Saul, Norman E. Historical Dictionary of Russian and Soviet Foreign Policy (2014).
- Savelle, Max. Empires to Nations: Expansion in America 1713—1824 (1974); 335pp.
- Savelle, Max. The origins of American diplomacy: the international history of Angloamerica, 1492—1763 (1967).
- Schroeder, Paul W. The Transformation of European Politics 1763—1848 (1994) 920pp; advanced analysis of diplomacy
- Scott, Hamish. The Birth of a Great Power System, 1740—1815 (2nd ed. 2005)
- Scott, Hamish, ed. The Oxford Handbook of Early Modern European History, 1350—1750: Volume II: Cultures and Power (2015). pp 561–696.
- Stoye, John. Europe Unfolding, 1648—1688 (2nd ed. 2000).
- Treasure, Geoffrey. The Making of Modern Europe, 1648—1780 (3rd ed. 2003).
- Wiesner, Merry E. Early Modern Europe, 1450—1789 (Cambridge History of Europe) (2006)
- Wolf, John B. The Emergence of the Great Powers, 1685—1715 (1951), . wide-ranging scholarly survey online

### Азия, Ближний Восток, Африка
- Abernethy, David P. The Dynamics of Global Dominance: European Overseas Empires, 1425—1980 (Yale UP, 2000), political science approach. online review
- Ágoston, Gábor. «Military transformation in the Ottoman Empire and Russia, 1500—1800.» Kritika: Explorations in Russian and Eurasian History 12.2 (2011): 281—319. online
- Akagi, Roy Hidemichi. Japan’s Foreign Relations 1542—1936: A Short History (1936) online 560pp
- Arı, Bülent. «Early Ottoman diplomacy: Ad hoc period.» in Ottoman Diplomacy: Conventional or Unconventional? (Palgrave Macmillan UK, 2004) pp. 36–65.
- Avery, Peter et al. eds. The Cambridge History of Iran, Volume 7 (1991) 1096pp; pp 296–425 cover relations with the Ottoman Empire, Russia, European traders, Britain and India excerpt
- Catchpole, Brian. A Map History of Modern China (1976) uses map-like diagrams to explain events
- Cleveland, William L. and Martin Bunton. A History of the Modern Middle East (6th ed. 2016).
- Curtin, Philip et al. African History: From Earliest Times to Independence (2nd ed. 1991) online
- Embree, Ainslie T. ed. Encyclopedia of Asian History (4 vol. 1988).
- Fairbank, John King. China: A New History (1992). online
- Finkel, Caroline. Osman’s Dream: The History of the Ottoman Empire (2007).
- Freeman-Grenville, G. S. P. The New Atlas of African History (1991).
- Gray, Richard, ed. The Cambridge History of Africa: Volume 4. From c.1600 to c.1790 (1975)
- Hall, John Whitney, ed. The Cambridge History of Japan: Volume 4. Early Modern Japan (1991) covers 1550 to 1800
- Harlow, Vincent T. The Founding of the Second British Empire 1763—1793. Volume 1: Discovery and Revolution (1952); The Founding of the Second British Empire 1763—1793. Volume 2: New Continents and Changing Values (1964) review
- Hsü, Immanuel Chung-yueh. The Rise of Modern China, 6th ed. (Oxford University Press, 1999), highly detailed coverage of 1644—1999, in 1136pp.
- Li, Xiaobing, ed. China at War: An Encyclopedia (2012) excerpt
- Markovits, Claude, ed. A History of Modern India, 1480—1950 (2004), by seven leading French scholars
- Peers, Douglas M. India under Colonial Rule: 1700—1885 (2006).
- Perkins, Dorothy. Encyclopedia of China: The Essential Reference to China, Its History and Culture. Facts on File, 1999. 662 pp.
- Peterson, Willard J., ed. The Cambridge History of China. Vol. 9, Part 1: The Ch’ing Dynasty to 1800 (2002). 753 pp.
- Poddar, Prem, and Lars Jensen, eds., A historical companion to postcolonial literatures: Continental Europe and Its Empires (Edinburgh UP, 2008), excerpt also entire text online
- Quataert, Donald. The Ottoman Empire, 1700—1922 (2000).
- Richards, John F. The Mughal Empire (1995). excerpt
- Schmidt, Karl J.  An Atlas and Survey of South Asian History (1995) excerpt
- Spence, Jonathan D. The Search for Modern China (1999), 876pp; survey from 1644 to 1990s online
- Wolpert, Stanley A. A New History of India (8th ed. 2008).

### Военная история
- Дюпюи, Тревор Н. и Дюпюи, Р. Эрнест. Энциклопедия военной истории (2-е изд. 1970 г.); новое издание Энциклопедия военной истории Харпера: от 3500 г. до н. э. до наших дней (1993).
- Эсдейл, Чарльз. Войны Наполеона: Международная история, 1803—1815 (2008); отрывок 645 стр.
- Холл, Ричард С. изд. Война на Балканах: энциклопедическая история от падения Османской империи до распада Югославии (2014)
- Найт, Роджер. Британия против Наполеона: Организация победы; 1793—1815 (2013); 710 стр.
- Нолан, Катал. Войны эпохи Людовика XIV, 1650—1715: отрывок из Энциклопедии глобальных войн и цивилизации (2008)
- Шоуолтер, Деннис, изд. Отрывок из Энциклопедии войны (2013), акцент на сражениях

#### Основные источники
- Маркс, Карл, изд. Тайная дипломатическая история восемнадцатого века (С. Зонненшайн, 1899). Выдержки из писем британских дипломатов и анализ известного марксиста. В сети
- Симкокс, Джеффри, изд. Война, дипломатия и империализм, 1618—1763 (1974), война на суше, на море и в колониях.

### Историография
- Каррио-Инверницци, Диана. «Новая дипломатическая история и сети испанской дипломатии в эпоху барокко». International History Review 36.4 (2014): 603—618.
- Лодж, Ричард. «Морские державы в восемнадцатом веке» History 15.59 (1930): 246—251. В сети
- Соуэрби, Трейси А. «Ранняя современная дипломатическая история» History Compass (2016) 14 № 9, стр. 441—456 DOI: 10.1111/hic3.12329; Европа 1600—1790 гг.
- Уоткинс, Джон. «К новой дипломатической истории средневековой и ранней современной Европы». Журнал исследований средневековья и раннего Нового времени 38.1 (2008): 1-14.
- Янг, Уильям. Международная политика и война в эпоху Людовика XIV и Петра Великого: отрывок из Путеводителя по исторической литературе (2004); оценивает более 600 книг и статей